# Fairey Albacore

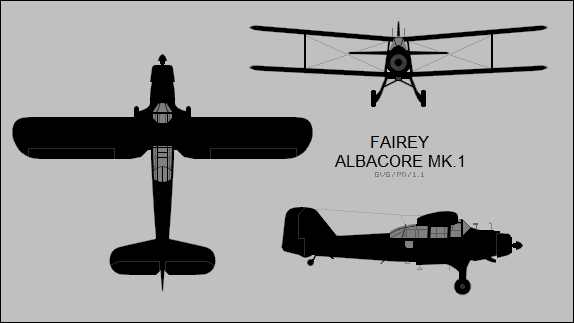
Fairey Albacore Mk.1

O Fairey Albacore foi um avião britânico de transporte de passageiros e lançamento de torpedos, construído pela Fairey Aviation, entre 1939 e 1943. para a Royal Navy Fleet Air Arm e usados durante a Segunda Guerra Mundial. Ele tinha uma tripulação de três homens, e foi projectado para realizar patrulhamento e reconhecimento, assim como bombardeamento convencional, de mergulho e lançamento de torpedos. O Albacore, popularmente conhecido como o "Applecore", foi concebido como substituto para o envelhecimento Fairey Swordfish, que tinha entrado em serviço em 1936. O Albacore serviu com o Swordfish e foi aposentado antes, sendo substituído pelo Fairey Barracuda e pelo Grumman Avenger.